# Stenstrup (Helsingør)
Stenstrup is een plaats in de Deense regio Hovedstaden, gemeente Helsingør, en telt 1081 inwoners (2007).